# Patrice Chéreau
Patrice Chéreau (Lézigné, 2 de novembro de 1944 — Paris, 7 de outubro de 2013) foi um ator, cineasta, realizador, encenador e produtor francês.

## Biografia
Patrice Chéreau nasceu em Lézigné, Maine-et-Loire, e foi para a escola em Paris. Ainda jovem, tornou-se conhecido para os críticos parisienses como diretor, ator e diretor de cena da sua escola de teatro. Aos 15 anos, foi entusiasticamente comemorado como um prodígio do teatro. Em 1964, com 19 anos, começou a dirigir para teatro profissional.

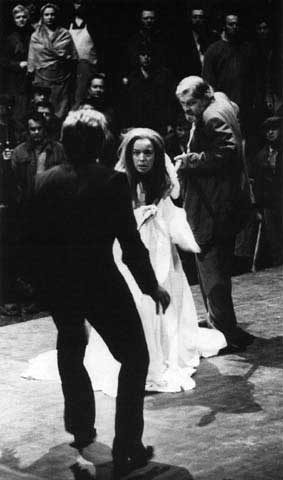
Em 1976, no centenário de Der Ring des Nibelungen, dirigido por Pierre Boulez e encenação de Patrice Chéreau.

Em 1966 criou um Public-Theatre, no subúrbio parisiense de Sartrouville. Em 1969, encenou sua primeira ópera. No ano seguinte, estabeleceu uma relação estreita com a liderança do Piccolo Teatro, em Milão, Paolo Grassi e Giorgio Strehler. Em 1975, trabalhou na Alemanha pela primeira vez dirigindo Lear por Edward Bond. Várias vezes colaborou com Claude Stratz.
A maior produção de Chéreau foi a encenação em 1976, no centenário da tetralogia de Richard Wagner Der Ring des Nibelungen no Festival de Bayreuth, conduzida por Pierre Boulez.
Faleceu em 7 de outubro de 2013 em Paris, vítima de câncer de pulmão.

## Teatro (realizador)
- 1981 - Peer Gynt de Ibsen no Amandiers - gravado para TV
- 1985 - La Fausse suivante de Marivaux no Amandiers - gravado para TV
- Combat de Nègre et de Chiens de Bernard-Marie Koltès no Amandiers
- 1985 - Quai Ouest de Bernard-Marie Koltès no Amandiers
- 1986 - Dans la solitude des champs de coton de Bernard-Marie Koltès no Amandiers - gravado para TV
- 1988 - Le Retour au Désert de Bernard-Marie Koltès no Amandiers
- 1989 - Hamlet no Amandiers - gravado para TV
- 1992 - Le Temps et la Chambre de Botho Strauss no Odéon - gravado para TV
- 1995 - Dans la solitude des champs de coton no Ivry, Wiener Festwochen e Brooklyn Academy of Music - gravado para TV
- 2003 - Phèdre de Racine no Odéon e Wiener Festwochen - gravado para TV/DVD

## Ópera (encenação)
- 1973-1980 : Les Contes d'Hoffmann de Jacques Offenbach na Ópera Nacional de Paris - gravado para TV
- Der Ring des Nibelungen de Richard Wagner no Bayreuth Festival - gravado para TV
  - 1976-1980 : Das Rheingold
  - 1976-1980 : Die Walküre
  - 1976-1980 : Siegfried
  - 1976-1980 : Götterdämmerung
- 1979 - Lulu de Alban Berg na Ópera Nacional de Paris - gravado para TV
- 1984 - Lucio Silla de Mozart na Amandiers, La Monnaie e Teatro alla Scala - gravado para TV
- 1993-1999 : Wozzeck na Châtelet e Berlin Staatsoper - gravado para TV
- 1994-1996 : Don Giovanni no Festival de Salzburgo
- 2005-2006 : Così fan tutte no Aix-en-Provence, Ópera Nacional de Paris e Wiener Festwochen - gravado para TV/DVD
- 2007 - From the House of the Dead de Leoš Janáček no Wiener Festwochen, Holland Festival,[2] Aix-en-Provence, Teatro alla Scala e Metropolitan Opera
- Tristan und Isolde no Teatro alla Scala

## Filmografia

### Realizador
- 2009 - Persecution
- 2005 - Gabrielle
- 2003 - His Brother - melhor diretor no Festival de Berlim
- 2001 - Intimacy
- 1998 - Ceux qui m'aiment prendront le train - César de melhor diretor
- 1996 - Dans la solitude des champs de coton (TV)
- 1994 - A Rainha Margot
- 1991 - Contre l'oubli (filme coletivo)
- 1986 - Hôtel de France
- 1983 - L'Homme blessé
- 1978 - Judith Therpauve
- 1975 - La Chair de l'orchidée

### Produção
(companhia "Azor Films")
- 2005 - Così fan tutte (TV)
- 2005 - Gabrielle
- 2003 - Son frère
- 2001 - Intimacy
- 1995 - Patrice Chéreau, Pascal Greggory, une autre solitude (TV documentário)
- 1986 - Chéreau - L'envers du théâtre (TV documentário)
- 1983 - L'Homme blessé

### Ator
- 2003 - Le Temps du loup de Michael Haneke
- 2002 - Au plus près du paradis de Tonie Marshall
- 1999 - Le Temps retrouvé de Raoul Ruiz
- 1997 - Lucie Aubrac de Claude Berri
- 1996 - Dans la solitude des champs de coton (TV)
- 1994 - Bête de scène de Bernard Nissille
- 1992 - O Último dos Moicanos de Michael Mann
- 1985 - Adieu Bonaparte de Youssef Chahine
- 1982 - Danton de Andrzej Wajda

### Próprio
- 2004 - Freedom to speak
- 1995 - Patrice Chéreau, Pascal Greggory, une autre solitude (TV)
- 1987 - Il était une fois dix neuf acteurs (TV)
- 1986 - Chéreau - L'envers du théâtre

### Notável na TV
- 2003 - Claude Berri, le dernier nabab (TV)
- 2002 - Bleu, blanc, rose (TV)